# Рощина, Анна Антиповна
Анна Антиповна Рощина — телятница колхоза «Вперед к социализму» Сычевского района Смоленской области, Герой Социалистического Труда.

## Биография
Родилась в 1896 году в деревне Соколово Гжатского уезда в семье крестьянина-бедняка. Член КПСС.
В 1910—1951 гг. — батрачка, нянька, работница в своём хозяйстве, колхозница местного колхоза села Соколово, телятница колхоза «Вперед к социализму» Сычевского района Смоленской области, телятница эвакуированного в Ярославскую область хозяйства, телятница колхоза «Вперед к социализму» Сычевевского района Смоленской области.
В 1936 году переехала в колхоз «Вперёд к социализму» Сычёвского района Смоленской области. Работала на выращивании телят, полученных от скрещивания местных беспородных коров с закупленными по импорту быками симментальской породы, или осеменённых искусственно. Затем выращивала бычков, предназначенных на племенные цели.
В 1947 году награждена орденом Трудового Красного Знамени. 
Указом Президиума Верховного Совета СССР от 13 августа 1949 года присвоено звание Героя Социалистического Труда с вручением ордена Ленина и золотой медали «Серп и Молот». В 1950 году удостоена второго ордена Ленина.
В 1951 г. по группе 28 племенных бычков в возрасте до 4 месяцев получила среднесуточный привес 1190 грамм при 100-процентной сохранности поголовья.
Лауреат Сталинской премии (1951, в составе коллектива) — за выведение новой породы крупного рогатого скота «Сычёвская».
С 1957 года на пенсии.
Умерла в Москве в 1983 году.